# Maraschinokers

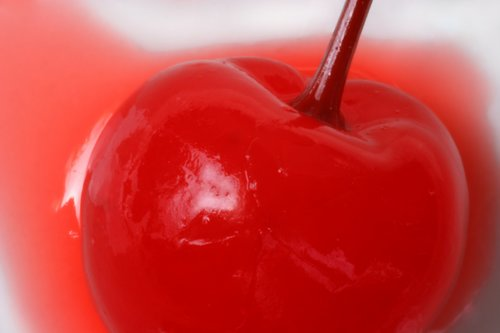
Een Maraschinokers

Een maraschinokers (uitgesproken als maras-KIE-no-kers) is een type gekonfijte kers. Oorspronkelijk werden deze kersen geconserveerd met gebruik van maraskino (likeur). Tegenwoordig worden ze via een chemisch proces gefabriceerd.
De maraschinokers stamt oorspronkelijk uit de Kroatische stad Zadar, net als de gelijknamige likeur. De kersen worden vaak gebruikt om cocktails, gebak en nagerechten mee op te fleuren.
Een maraschinokers is niet hetzelfde als een bigarreau of een amarena-kers.